# Chatchapong Nasa
Chatchapong Nasa (ur. 13 stycznia 1998 w prowincji Kanchanaburi) – tajski snookerzysta. Zdobył dwuletnią kartę do World Snooker Tour, która obowiązuje od sezonu snookerowego 2025/26 .

## Wczesne życie
Pochodzi z prowincji Kanchanaburi w zachodniej Tajlandii. Zaczął uprawiać sporty bilardowe w wieku ośmiu lat, a w wieku 13 lat skupił się na snookerze.

## Kariera
W styczniu 2025 roku wziął udział w Mistrzostwach Świata WSF w Maroku, gdzie jego wyniki obejmowały zwycięstwo nad Ng On Yee.
Rywalizując w maju 2025 r. w Tajlandii podczas pierwszego turnieju Q School Azja i Oceania, Nasa zdobył dwuletnią kartę w World Snooker Tour po pokonaniu Feng Yu 4-1 i Zhao Hanyanga 4-2, a następnie w ostatniej rundzie pokonał Liu Linhao 4-0. Nasa został czwartym tajskim graczem, który zakwalifikował się do cyklu zawodowego poprzez Q School odbywający się w Tajlandii od 2022 roku. Ma zagwarantowany udział w zawodowym tourze przez dwa lata od sezonu 2025/26. Była to jego czwarta próba zdobycia karty poprzez Q School, pierwsza miała miejsce w Anglii, a pozostałe w Azji.